# Secuestro de Selma Julia Ocampo de Dreher y de Inés Nocetti
El Secuestro de Selma Julia Ocampo de Dreher y de Inés Nocetti y posterior desaparición de ambas ocurrió en el 11 de agosto de 1976, en el marco del terrorismo de Estado, desatada en Argentina por la dictadura militar.

## Sus vidas
Selma vivía en Av. del Libertador N.º 3736, 1.er. Piso, Depto C, La Lucila, provincia de Buenos Aires. Al momento de su secuestro contaba con 37 años y estaba casada. Era una militante sindical despedida de la Fábrica Ford de General Pacheco.
Inés era empleada en el Estudio Jurídico del Dr. José Ravignani y al momento de su detención contaba con 31 años de edad. Fue vista con vida en el CCD de Coordinación Federal por la detenida María del Socorro Alonso. Su cadáver fue posteriormente identificado como una de las víctimas de la Masacre de Fátima, hecho en el cual fueron asesinados y volados con dinamita 30 prisioneros de la última dictadura militar.

## Secuestro y desaparición
El secuestro ocurrió a las 2 de la madrugada del 11 de agosto de 1976. Un grupo de tareas penetró en el edificio y derribó la puerta del departamento de Selma Ocampo y se introdujo en éste. Otros hombres se quedaron vigilando el departamento. Este episodio fue presenciado desde el departamento de en frente por el Capitán de Navío Guillermo Andrew quien merced a un llamado telefónico logró que llegaran al lugar dos camiones del Ejército. Los dos grupos se trabaron en un intenso tiroteo (aún hoy pueden apreciarse los impactos en el frente). El tiroteo se detuvo cuando las fuerzas recién llegadas y a las órdenes del Capitán ya citado pudieron oír a los victimarios gritar: «Tenemos zona liberada», acorde a esto, se retiraron las fuerzas, dejando actuar a los victimarios, quienes después de destruir y robar, se llevaron a Selma y a una amiga, Inés Nocetti, la primera desaparecida al día de la fecha, mientras que el cuerpo de la segunda apareció con posterioridad.

## Enlaces
- Web "La Masacre de Fátima"

- Datos: Q6123335